# Eunotosaurus
 (décembre 2018).
Si vous disposez d'ouvrages ou d'articles de référence ou si vous connaissez des sites web de qualité traitant du thème abordé ici, merci de compléter l'article en donnant les références utiles à sa vérifiabilité et en les liant à la section « Notes et références ».
Eunotosaurus africanus
Genre
Espèce
Eunotosaurus est un genre éteint de reptiles ressemblant à une tortue et ayant vécu à la fin du Guadalupéen (époque du Permien), en Afrique du Sud, il y a environ entre 265 et 260 Ma (millions d'années).
Une seule espèce est rattachée au genre : Eunotosaurus africanus, décrite par Seeley en 1892.

## Description

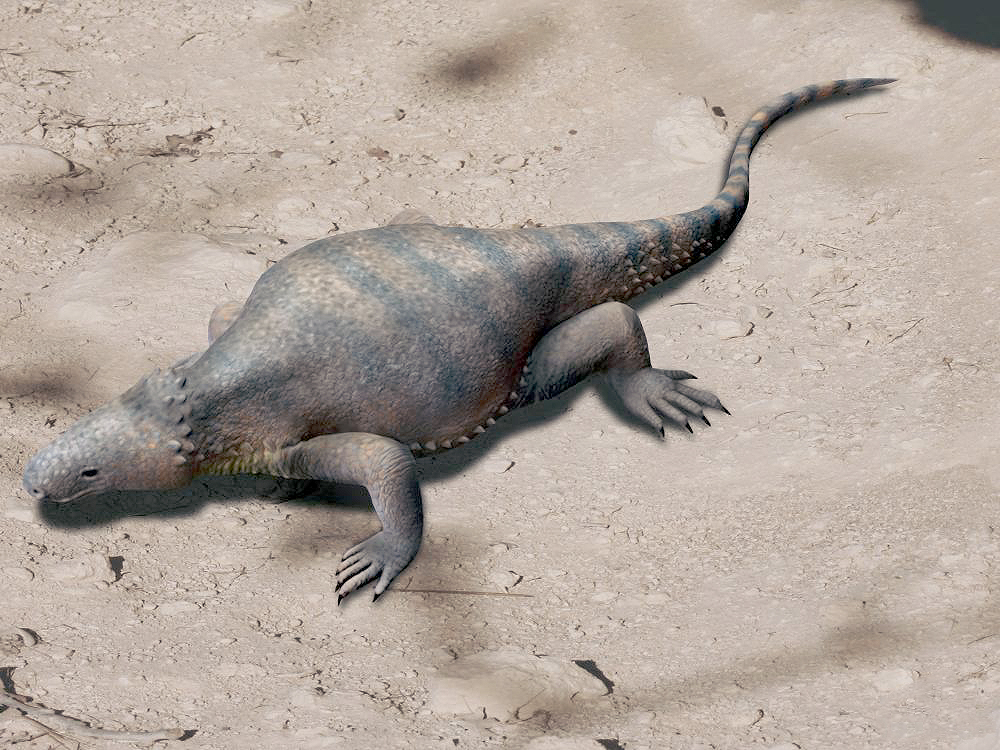
Restitution paléoartistique par Nobu Tamura
d'Eunotosaurus africanus.